# Greenville, Texas
Greenville là một thành phố thuộc quận Hunt, tiểu bang Texas, Hoa Kỳ. Năm 2010, dân số của xã này là 25557 người.

## Dân số
- Dân số năm 2000: 23960 người.
- Dân số năm 2010: 25557 người.